# Foleshill
Foleshill – dzielnica miasta Coventry, w Anglii, w West Midlands, w dystrykcie metropolitalnym Coventry. W 2011 roku dzielnica liczyła 19 943 mieszkańców. Foleshill jest wspomniana w Domesday Book (1086) jako Focheshelle.